# Shintō Kaikaku
Die Shintō Kaikaku (jap. 新党改革, „Neue Partei Reform“; engl. New Renaissance Party) ist eine konservative politische Partei in Japan, die im April 2010 aus dem 2008 gegründeten Kaikaku Club (改革クラブ, Kaikaku Kurabu; dt. „Reformklub“; engl. Japan Renaissance Party) hervorging. Parteivorsitzender und letzte Abgeordneter im nationalen Parlament war ab Juli 2013 Hiroyuki Arai, vorübergehend schlossen sich parteilose Abgeordnete (am längsten Tatsuo Hirano) der Shintō-Kaikaku-Fraktion (Shintō Kaikaku・Mushozoku Club) im Oberhaus an. Bei der Oberhauswahl 2016 kandidierte auch der Abgeordnete Tarō Yamada für die Partei; aber Arai und Yamada verloren ihre Sitze, die Shintō Kaikaku ist im Nationalparlament nicht mehr vertreten.

## Kaikaku Club
Der ehemalige demokratische Oberhausabgeordnete Hideo Watanabe hatte den Kaikaku Club 2008 gemeinsam mit zwei weiteren Ex-Demokraten und zwei unabhängigen Abgeordneten gegründet.
Mit zuletzt fünf Mitgliedern in beiden Kammern des Parlaments, vier im Oberhaus und einem im Unterhaus, erfüllte der Kaikaku Club zwar die formalen Voraussetzungen für die Anerkennung als Partei; nach der Unterhauswahl 2009 hatte er aber nur vier Mitglieder im Oberhaus, weshalb er im Sinne des Gesetzes zur Parteienfinanzierung nur als „politische Gruppierung“ galt. Er bildete in beiden Kammern seit 2009 eine gemeinsame Fraktion mit der oppositionellen Liberaldemokratischen Partei (LDP).
Gegründet wurde der Kaikaku Club 2008 während des „verdrehten Parlaments“ (Nejire Kokkai), als die Verhandlungen über eine große Koalition gescheitert waren und die unterschiedlichen Mehrheiten in Unter- und Oberhaus Gesetzgebungsverfahren verzögerten und Personalnominierungen blockierten. Die Partei wollte erklärtermaßen die Blockade auflösen und sachorientiert mit der LDP-geführten Regierung zusammenarbeiten.
Bei der Unterhauswahl 2009 erhielt der einzige Wahlkreiskandidat des Kaikaku Club, der Abgeordnete Shingo Nishimura, im 17. Wahlkreis Ōsaka nur rund 36.000 Stimmen und landete auf Platz drei. Auch die Verhältniswahlliste Kinki mit Nishimura als einzigem Kandidat erhielt lediglich rund 58.000 Stimmen (0,52 % bzw. 0,08 % landesweit), weshalb der Kaikaku Club nur noch über die Abgeordneten im Oberhaus verfügte, die sich mit der LDP auf die Bildung einer gemeinsamen Fraktion einigten. Im Oktober 2009 trat der Unterhausabgeordnete Kishirō Nakamura der Partei bei. Im Januar 2010 traten Toshio Yamauchi (Oberhaus, Kagawa) bei und Shimpei Matsushita (Oberhaus, Miyazaki) aus.

## Shintō Kaikaku
Im April 2010 verließ der ehemalige Sozialminister Yōichi Masuzoe die LDP und bekundete die Absicht eine neue Partei zu gründen. Gemeinsam mit drei Mitgliedern des Kaikaku Club und den ebenfalls aus der LDP ausgetretenen Abgeordneten Tetsurō Yano und Masakatsu Koike gründete Masuzoe die Shintō Kaikaku. Die beiden übrigen ehemaligen Mitglieder des Kaikaku Club verließen die Partei und hielten die Fraktionsgemeinschaft mit der LDP aufrecht. Die LDP-Fraktionen in beiden Kammern führten für kurze Zeit weiterhin Kaikaku Club als Zusatz in ihrem Namen.
Fünf der sechs Mitglieder der Shintō Kaikaku – alle aus dem Oberhaus – standen bei der Oberhauswahl im Juli 2010 zur Wiederwahl. Alle bis auf Hiroyuki Arai wurden abgewählt, Masuzoe stand erst 2013 zur Wiederwahl  – mit 2 % der Verhältniswahlstimmen sicherte sich die Partei 2010 aber auch für sechs Jahre Parteistatus und staatliche Parteienfinanzierung, sofern sie über mindestens ein Mitglied im nationalen Parlament verfügte. Die Parlamentswahlen 2012, 2013 – Masuzoe kandidierte nicht mehr für eine Wiederwahl – und 2014 bestritt die Partei sofern überhaupt nur mit wenigen Kandidaten und blieb ohne Wahlerfolg.
Bei der Oberhauswahl 2016 wurde auch Arai abgewählt. Am Tag nach der Wahl kündigte er seinen Rückzug aus der Politik und die Auflösung der Shintō Kaikaku an.